# 1 eurós érme

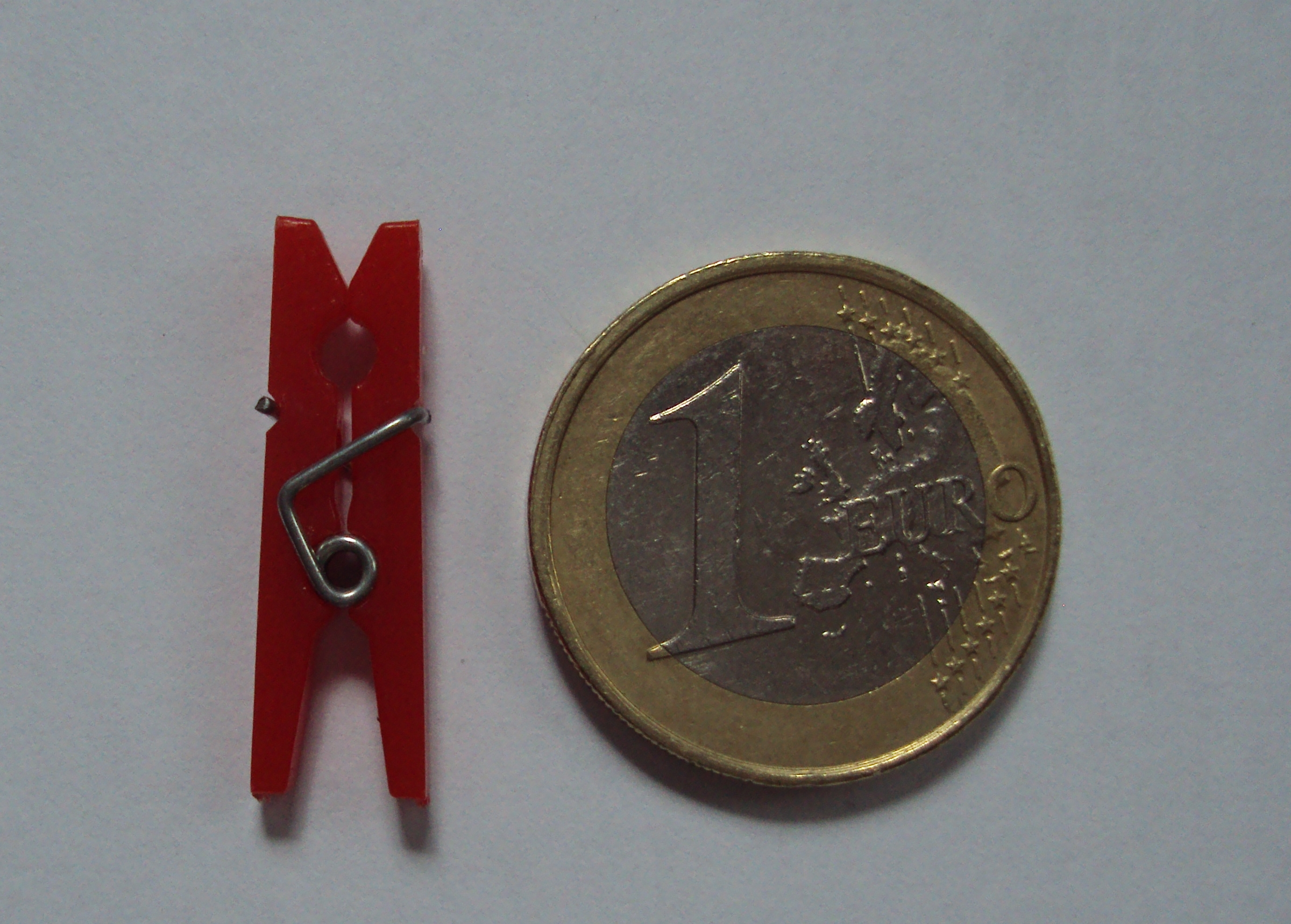
az 1 eurós mérete

Az 1 eurós érme (1€) két ötvözetből készült: a belső része vörösréz–nikkelből, a külső pedig sárgaréz–nikkelből. Minden érmének van egy közös hátlapja és egy nemzeti előlapja. A jelenleg használatos közös hátlap 2007-ben került forgalomba.
2013 márciusában 6,408 milliárd darabra volt tehető a forgalomban levő egyeurós érmék száma.

## Az érme története
Az euróérme kezdete 2002-re vezethető vissza, amikor az eurózóna 12 tagállamában és a hozzájuk tartozó területeken bemutatták az érméket és a bankjegyeket. A közös hátlapot egy belga művész, Luc Luycx tervezte, aki a művével megnyerte az euróérmék megtervezésére kiírt összeurópai versenyt. Az egy- és kéteurós érmék azzal a szándékkal készültek, hogy az Európai Uniót a maga akkori tizenöt országával úgy tüntessék fel, mint egy egészet; országait sokkal szorosabban összekapcsolva, mint a 10-50 centes érméken van feltüntetve (az egy-öt centes érméken az Európai Unió világtérképen való földrajzi behatárolását láthatjuk).
Az akkori tizenöt tagállam (eurózóna + Monaco, San Marino és Vatikán, amelyek saját maguknak verethettek pénzt) bizonyos kikötések alapján (mint pl. az összes érmére érvényes 12 csillagot tartalmazó követelmény) maguk tervezhették meg a saját érméik nemzeti előlapjait. A győztes műveket az egyes tagállamok saját országos versenyeiken választották ki. A nemzeti előlapok mintáit 2008 végéig nem lehetett megváltoztatni. Ez alól kivételt képezett az, ha az uralkodó (akinek általában a portréja megjelent az érmén) meghalt vagy lemondott. Ez történt Monacóban, valamint Vatikánvárosban is, ennek eredményeképpen három új minta került forgalomba (Vatikánnak volt egy átmeneti mintája is, amíg az új pápát meg nem választották). Egy új szabály szerint, amely kimondta, hogy a nemzeti előlapnak tartalmaznia kell az ország nevét, néhány változtatásra került sor a nemzeti előlapokon. E szabály alapján Ausztriának, Görögországnak és Németországnak változtatniuk kell a jövőben az érméik mintázatán.
2004-ben és 2007-ben az EU tagállamainak a száma bővült, és az előrelátható további bővítések miatt 2007-ben újratervezték a tízcentes és annál nagyobb értékű euróérmék közös hátlapján levő térképet. Ez a térkép nem csak az Európai Uniót, hanem egész Európát egy összefüggő szárazföldként ábrázolta, habár Ciprus kissé nyugatra került, mivel a térkép Boszporusznál végződik (Törökország kizárásával, valószínűleg politikai okok miatt). Az újratervezésre azért csak 2007-ben került sor 2004 helyett, mert a bővítés csak Szlovénia csatlakozásával - 2007-ben - látszott meg igazán. Ezért a szlovén minta alapján lett a többi érme is forgalomba hozva. Ciprus és Málta 2008-ban, Szlovákia 2009-ben, Észtország pedig 2011-ben csatlakozott az eurozónához, aminek következtében négy újabb minta került forgalomba.

## A tervezés
Az érmék két ötvözetből állnak. A belső rész három rétegből áll (vörösréz–nikkel, nikkel, vörösréz–nikkel), a külső pedig sárgaréz–nikkelből, ezáltal lesz az érem külső része arany, a belső meg ezüstös színű. Az érme átmérője 23,25 mm, vastagsága 2,33 mm, súlya 7,5 gramm. Az érmék széle váltakozóan három sima és három finoman bordázott szegmensből áll. Az érméket 2002 óta használják, ennek ellenére néhány érmén 1999-es évet láthatunk, ekkor hozták ugyanis létre az eurót mint valutát, viszont még nem került forgalomba.

### A közös hátlap
A hátlapot (2007-től használt minta) Luc Luycx tervezte, és Európa térképét ábrázolja. E térkép viszont nem ábrázolja Izlandot, Boszporusznál végződik északra haladva félkörívben Közép-Ukrajnán, Fehéroroszországon és Észak-Skandinávián keresztül. Ciprus nyugatabbra található, mint valójában van, és Málta aránytalanul nagy, hogy lehessen látni a térképen. A térkép az egyenetlenségeinek köszönhetően inkább dombormű hatású, nem pedig egy sík minta. Az érme jobb oldalán hat párhuzamos vonal található. E vonalak nem metszik a szárazföldet, valamint a 6-6 csillagot a vonalak két végén; ezek a csillagok Európa zászlaján levő 12 csillagot szimbolizálják. A térképre az EURO szó van írva, balra tőle pedig egy nagy 1-es számjegy. A tervező nevének kezdőbetűi, az „LL“ betűk Ciprus mellett találhatók.

### A nemzeti előlap
Az érme előlapja attól az országtól függ, amelyik forgalomba hozza. Minden egyes előlapnak tartalmaznia kell a 12 csillagot a véső kezdőbetűit, valamint a forgalomba hozás évét. Ezen az oldalon nem lehet feltüntetni újból az érme értékét, ez alól kivételt képez az az ország, amely más ábécét használ, mint a latin (jelenleg Görögország az egyetlen ilyen állam, ezért került a "1 EYPΩ" felirat az érmére). Ausztria szintén ráírta a "1 EURO" feliratot az érméje előlapjára.

#### A tervezett érmék
Belgium és Hollandia érméin az éppen aktuális uralkodó látható. Mivel mindkét országban az uralkodó lemondott, nagy a valószínűsége annak, hogy az érméket újra tervezik, hogy az új uralkodót ábrázolják. Ugyanez érvényes Vatikánra is, ahol az érmén a pápa arcképe látható.
Ausztriának, Görögországnak és Németországnak egy bizonyos fokig újra kell majd tervezniük az érméiket, hogy betartsák az irányelveket, amelyek kimondják: az érmének tartalmaznia kell a forgalomba hozó ország nevét vagy kezdőbetűit, és nem lehet az érme értékét újra feltüntetni az előlapon.
Ráadásul van néhány EU - tagállam, amely még nem vezette be az eurót, viszont néhányuk már eldöntötte, hogyan fognak kinézni érméik. Mivel még nem tudni pontosan, hogy mikor vezetik be ezt a pénznemet, ezért még nem kezdték el ezen eurók verését.

## A forgalomba hozatal
Belgium, Finnország, Franciaország, Hollandia és Spanyolország minden évben vert egyeurós érméket. Ausztria, Görögország, Írország, Luxemburg, Németország, Portugália, a San Marino Köztársaság és Vatikán nem adott ki új egyeurós érméket 1999-ben, 2000-ben és 2001-ben. Monaco nem hozott forgalomba egyeurós érmét 1999-ben, 2000-ben, 2005-ben, 2008-ban és 2010-ben. Málta 2009-ben nem hozott forgalomba egyeurós érmét. Szlovénia és Szlovákia az eurózónába való belépésük óta minden évben adott ki új 1 eurós érmét.
Proof 1€ érméket nagy része az Eurozónának forgalomba hoz. A legértékesebb forgalomba hozott 1€ érme 2002-ben a Vatikán által lett verve, proof állapotban van, az értéke több mint 100€. Mivel a francia verde jele véletlenségből nem lett ráhelyezve néhány 2007-es monacói érmére, a gyűjtők között ezen érmék értéke meghaladja a 200€-t.
Németországban 5 különböző helyen van pénzverde, így itt évente 10 különböző érmét állítanak elő. Görögországban a 2002-es érmék Finnországban lettek verve, ezért látható az S pénzverde jel az érmén. Vatikánban 2005-ben két minta is forgalomba került: II. János Pál pápa képmását ábrázoló valamint a “Sede Vacante” (magyarul: üres, betöltetlen ülés vagy székhely).

## Hibás érmék
Létezik néhány hibásan kibocsájtott 1€ érme:
- 2002 – olasz érme, amelyről a pénzverde jele hiányzik
- 2002 – portugál érme, amelynek az élén 29 vonal látható a 28 helyett
- 2007 – a híres monacói érme, amelyről szintén a pénzverde jele hiányzik
- 2008 – portugál érme, amelynek a közös hátlapján még a régi minta látható, amely hivatalosan 2007-ig volt használatos

## Fordítás
- Ez a szócikk részben vagy egészben a 1 euro coin című angol Wikipédia-szócikk fordításán alapul.  Az eredeti cikk szerkesztőit annak laptörténete sorolja fel. Ez a jelzés csupán a megfogalmazás eredetét és a szerzői jogokat jelzi, nem szolgál a cikkben szereplő információk forrásmegjelöléseként.